# Massacre de Cité Soleil
O Massacre de Cité Soleil, oficialmente Operação Punho de Ferro (do inglês:Operation Iron Fist), foi uma operação dos capacetes azuis da MINUSTAH liderada pelo general brasileiro Augusto Heleno. Ocorreu em  6 de julho de 2005 em Bois Neuf, partição da Cité Soleil, a maior favela do Haiti. A MINUSTAH, liderada por brasileiros, estava sendo pressionada pelos Estados Unidos, França, Canadá e pela elite haitiana a pacificar o país mais rapidamente. Já havia acontecido outras operações da Polícia Nacional do Haiti na região para neutralizar membros da Lavalas, um movimento de apoio ao ex-presidente Jean-Bertrand Aristide. A operação foi descrita como a mais sangrenta feita pela Organização das Nações Unidas (ONU) no Haiti.

## Operação
Seu objetivo era assassinar Emmanuel "Dread" Wilmer, e contou com 440 soldados, com apoio de 41 veículos blindados e um helicóptero, além de outros mil soldados no perímetro. A ONU e a imprensa o classificou como um líder de gangue apoiador do ex-presidente Jean-Bertrand Aristide, mas ele era visto em Bois Neuf como um lider comunitário. A operação durou do amanhecer ao entardecer. As tropas bloquearam as saídas da área com veículos armados e contêineres, e não levaram unidades médicas ou transportaram os feridos para hospitais. Oficialmente, a ONU declarou que durante as sete horas de operação, foram disparadas 22.700 balas, 78 granadas e 5 bombas de morteiro, que resultou na morte de sete membros de gangue, incluindo Wilmer.
No dia 9, Wilmer foi enterrado pela comunidade. Havia rumores que as tropas da ONU fariam um segundo ataque, e muitos fugiram quando viram soldados fazendo trabalho de rotina em pontos de vistoria na favela.

## Denúncias de mortes arbitrárias
Porém, surgiram muitas denúncias de mortes arbitrárias. A população denunciou que o exército teria matado civis desarmados. Suspeitava-se que, pela quantidade de munição gasta, deveria haver muito mais vítimas. Várias das casas possuiam marcas de tiro de armas de fogo e tanques de guerra, além de tiros no teto, provavelmente disparados pelo helicóptero. Muitas das mortes foram capturadas em fotos e vídeos. O Médicos Sem Fronteiras também denunciou que havia tratado de 27 pessoas com marcas de bala em seus corpos. 20 delas eram mulheres e crianças, além de uma mulher grávida que perdeu seu filho durante a cirurgia. Um porta-voz do governo haitiano se negou a comentar sobre a operação. Ainda, o embaixador dos Estados Unidos no Haiti James Foley afirmou que os soldados da MINUSTAH não ficaram no local para verificar as casualidades e o vice-embaixador Douglas Griffiths afirmou que as acusações que a missão matou vinte mulheres e crianças era crível. Uma delegação americana de trabalho e direitos humanos visitou Cité Soleil e hospitais da região no dia 9 de julho, e não encontrou evidências que a MINUSTAH tenha ido em qualquer hospital até o momento. Outros relatos afirmam que os soldados que estavam sobrevoando a partição com helicópteros atiraram nas residências civis. No dia 29 de julho, o Sub-Secretário das Operações Pacificadoras Jean-Marie Guehenno afirmou que "[...] pode ter havido casualidades civis".
A Reuters realizou uma investigação baseada em relatórios vazados pela Wikileaks escritos por integrantes da ONU e diplomatas dos Estados Unidos, e concluiu que o número de vítimas foi ao menos 70 pessoas, incluindo mulheres e crianças. Outras estimativas afirmam que morreram de 30 a 40 civis.

## Reação da MINUSTAH
A MINUSTAH, porém, se mostrou satisfeita com a operação. Juan Gabriel Valdés, chefe civil da missão no Haiti, afirmou que os soldados de Augusto Heleno tinham o direito de revidar caso atacados, e que não havia como fazer uma investigação para determinar o número de mortos. A ONU pediu esclarecimentos, e o relatório enviado afirmava que a operação havia sido "essencialmente satisfatória". Augusto Heleno questionou o motivo dos grupos de direitos humanos estarem preocupados com a vida de criminosos e considerou a operação um sucesso.

## Consequências

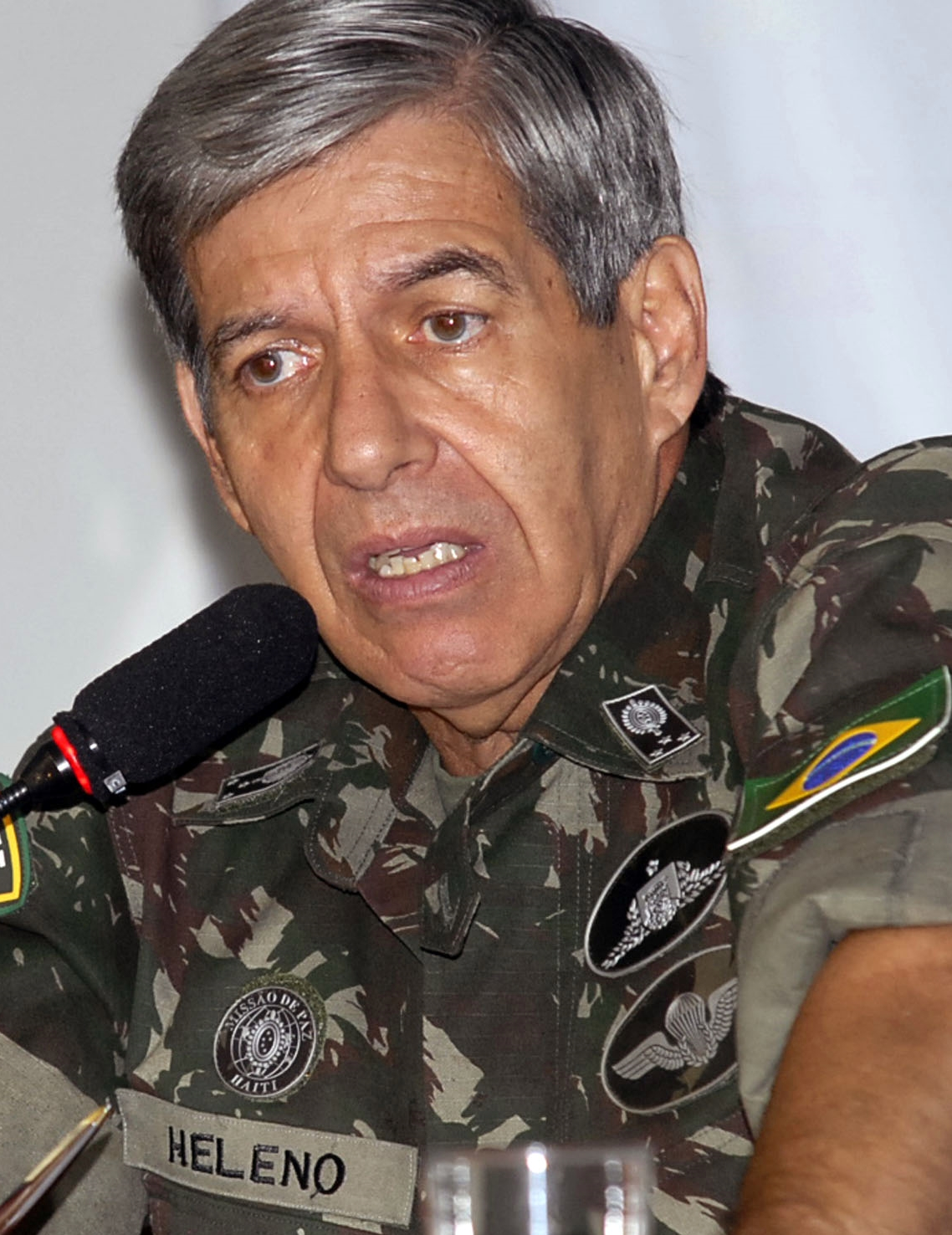
Augusto Heleno foi afastado do comando da MINUSTAH a pedido da Comissão Interamericana de Direitos Humanos.

A operação foi denunciada na  Comissão Interamericana de Direitos Humanos (CIDH) baseada em relatos dos moradores e em um relatório elaborado pelo Centro de Justiça Global e da Universidade de Harvard. A CIDH pediu que o presidente Luiz Inácio Lula da Silva afastasse Augusto Heleno do cargo de comandante. Então, em setembro de 2005, Heleno foi substituído por Urano Teixeira da Matta Bacellar. Em 25 de novembro, Heleno depôs na Câmara dos Deputados, afirmando que se houve casualidades, elas foram mínimas.
Em 2018,  a intevenção federal no Rio de Janeiro combateu o crime organizado com os mesmos métodos usados em Porto Príncipe. Heleno afirmou que as estratégias do governador Wilson Witzel eram muito parecidas com as suas durante seu comando no Haiti.
Com o passar do tempo, a operação se tornou praticamente desconhecida fora do Haiti.